# Consejería de Presidencia, Interior y Diálogo Social de la Junta de Extremadura
La Consejería de Presidencia, Interior y Diálogo Social es una consejería que forma parte de la Junta de Extremadura. Su actual consejero y máximo responsable es Abel Bautista Morán.

## Competencias
- Asistencia política y técnica a la Presidencia de la Junta de Extremadura
- Relaciones con la Asamblea de Extremadura
- Secretaría del Consejo de Gobierno
- Acción exterior, emigración y retorno
- Cooperación internacional al desarrollo
- Interior, emergencias y protección civil
- Administración Local
- Servicios Jurídicos
- Relaciones con la ciudadanía y con las Entidades Locales territoriales y no territoriales
- Coordinación del diálogo con los agentes económicos y sociales

## Estructura Orgánica
- Consejero: Abel Bautista Morán
  - Secretaría General: David González Gil
  - Secretaría General de Relaciones con la Asamblea:
  - Abogacía General: María del Pilar Calleja García
  - Dirección General de Acción Exterior: Pablo Hurtado Pardo
    - Delegación de Extremadura en Bruselas:

  - Secretaría General de Interior, Emergencias y Protección Civil: Fernando Jesús Manzano Pedrera
  - Dirección General de Administración Local: Pedro Romero Gómez

## Organismos adscritos
- Consejo Económico y Social de Extremadura
- Centro de Atención de Urgencias y Emergencias de Extremadura 112
- Agencia Extremeña de Cooperación Internacional para el Desarrollo
- Academia de Seguridad Pública de Extremadura

## Consejeros
| Legislatura      | Inicio                                                 | Fin                                                    | Titular                                                | Partido                                                |
| ---------------- | ------------------------------------------------------ | ------------------------------------------------------ | ------------------------------------------------------ | ------------------------------------------------------ |
| I (1983-1987)    | Consejería de Presidencia y Administración Territorial | Consejería de Presidencia y Administración Territorial | Consejería de Presidencia y Administración Territorial | Consejería de Presidencia y Administración Territorial |
| I (1983-1987)    | 7 de marzo de 1983                                     | 18 de julio de 1987                                    | Jesús Medina Ocaña                                     | PSOE-E                                                 |
| II (1987-1991)   | Consejería de Presidencia y Trabajo                    | Consejería de Presidencia y Trabajo                    | Consejería de Presidencia y Trabajo                    | Consejería de Presidencia y Trabajo                    |
| II (1987-1991)   | 21 de julio de 1987                                    | 4 de julio de 1989                                     | Angel Álvarez Morales                                  | PSOE-E                                                 |
| II (1987-1991)   | 4 de julio de 1989                                     | 5 de julio de 1991                                     | Manuel Amigo Mateos                                    | PSOE-E                                                 |
| III (1991-1995)  | Consejería de Presidencia y Trabajo                    | Consejería de Presidencia y Trabajo                    | Consejería de Presidencia y Trabajo                    | Consejería de Presidencia y Trabajo                    |
| III (1991-1995)  | 4 de julio de 1989                                     | 20 de abril de 1993                                    | Manuel Amigo                                           | PSOE-E                                                 |
| III (1991-1995)  | 20 de abril de 1993                                    | 21 de julio de 1995                                    | Joaquín Cuello Contreras                               | PSOE-E                                                 |
| IV (1995-1999)   | Consejería de Presidencia y Trabajo                    | Consejería de Presidencia y Trabajo                    | Consejería de Presidencia y Trabajo                    | Consejería de Presidencia y Trabajo                    |
| IV (1995-1999)   | 21 de julio de 1995                                    | 19 de julio de 1999                                    | Victorino Mayoral Cortés                               | PSOE-E                                                 |
| V (1999-2003)    | Consejería de Presidencia                              | Consejería de Presidencia                              | Consejería de Presidencia                              | Consejería de Presidencia                              |
| V (1999-2003)    | 21 de julio de 1999                                    | 1 de febrero de 2000                                   | Victorino Mayoral Cortés                               | PSOE-E                                                 |
| V (1999-2003)    | 1 de febrero de 2000                                   | 25 de junio de 2003                                    | María Antonia Trujillo                                 | PSOE-E                                                 |
| VI (2003-2007)   | Consejería de Presidencia                              | Consejería de Presidencia                              | Consejería de Presidencia                              | Consejería de Presidencia                              |
| VI (2003-2007)   | 27 de junio de 2003                                    | 29 de junio de 2007                                    | Casilda Gutiérrez                                      | PSOE-E                                                 |
| VII (2007-2011)  | Consejería Suprimida                                   | Consejería Suprimida                                   | Consejería Suprimida                                   | Consejería Suprimida                                   |
| VIII (2011-2015) | Consejería Suprimida                                   | Consejería Suprimida                                   | Consejería Suprimida                                   | Consejería Suprimida                                   |
| IX (2015-2019)   | Consejería Suprimida                                   | Consejería Suprimida                                   | Consejería Suprimida                                   | Consejería Suprimida                                   |
| X (2019-2023)    | Consejería Suprimida                                   | Consejería Suprimida                                   | Consejería Suprimida                                   | Consejería Suprimida                                   |
| XI (2023-)       | Consejería de Presidencia, Interior y Diálogo Social   | Consejería de Presidencia, Interior y Diálogo Social   | Consejería de Presidencia, Interior y Diálogo Social   | Consejería de Presidencia, Interior y Diálogo Social   |
| XI (2023-)       | 20 de julio de 2023                                    | En el Cargo                                            | Abel Bautista Morán                                    | PP-E                                                   |